# Frigil gorjablanc
El frigil gorjablanc (Idiopsar erythronotus) és un ocell de la família dels tràupids (Thraupidae).

## Hàbitat i distribució
Habita praderies de la puna i vessants rocosos dels Andes al sud del Perú, nord-oest de Xile i sud-oest de Bolívia.